# Rudolf Primorac
Rudolf Primorac, hrvaški general, * 15. april 1904, † 13. januar 1979.

## Življenjepis
Primorac, častnik VKJ, se je leta 1941 pridružil NOVJ in leta 1943 še KPJ. Med vojno je bil na različnih poveljniških položajih, nazadnje je bil pomočnik načelnika Vrhovnega štaba NOV in POJ.
Po vojni je bil šef vojaške misije v Sovjetski zvezi, pomočnik načelnika Generalštaba JLA, Glavni inšpektor JLA, poveljnik Obmejnih enot Jugoslavije,...